# Agnieszka Machówna
Agnieszka Machówna (Kolbuszowa, c. 1648-Lublin, 12 de julio de 1681) fue una estafadora y bígama polaca. Nacida en el campesinado, es famosa por su fraude al hacerse pasar por miembro de la familia noble Zborowski. Fue declarada culpable de falsificación, robo, adulterio y perjurio y condenada a muerte.

## Biografía
Nació alrededor de 1648 en el pueblo de Kolbuszowa. Su padre era un tamborero militar y su madre era una campesina. Probablemente fue bautizada con el nombre de «Jadwiga». Su madre trabajaba como sirvienta en el Palacio Lubomirski, y la duquesa Helena Tekla Lubomirska envió a Machówna a un párroco local para que le enseñara a leer y escribir. Se casó con Bartosz Zatorski, el cosaco de la corte de la familia Lubomirski, a los 16 años. Zatorski era propenso a golpearla en ataques de ira cuando estaba borracho, y Machówna no estaba contenta con su vida en Kolbuszowa y deseaba una vida más opulenta que la que tenía allí. Ella huyó a Cracovia y luego a Varsovia. Aprovechó su educación y su exposición a las costumbres de la corte para afirmar falsamente ser Aleksandra Zborowska, hija del difunto Marcin Zborowski. Como la familia Zborowski estaba casi extinta, su historia no fue cuestionada. Para dar respuesta a las preguntas sobre cómo podía seguir con vida, mintió diciendo que se escondió de las tropas enemigas cuando era niña y vivió en secreto en varias mansiones rurales.
Cuando sus reclamaciones fueron aceptadas, se casó con Kollati, un rico oficial del ejército austríaco que se encontraba en la corte de Leonor de Austria; sin embargo, pronto la abandonó para poder relacionarse con otras mujeres en Viena. Luego se casó con Stanisław Rupniowski, el castellano de Biecz, quien la llevó a París. Después de la inesperada muerte de Rupniowski, regresó a Polonia y afirmó su derecho a heredar sus propiedades. La hermana de Rupniowski, Anna Szembekowa, presentó una demanda contra ella ante el Tribunal de la Corona en Lublin alegando fraude, pero Machówna no compareció ante el tribunal. Machówna sedujo a Stanisław Domaszewski, el starosta de Łuków, y se casó con él como su cuarto marido. Domaszewski aceptó un soborno de la familia Rupnioski para entregar a su esposa al Tribunal; como ella no pudo demostrar descendencia directa de la línea Zborowski, fue arrestada y encarcelada. Fue declarada culpable de falsificación, robo de propiedad, adulterio y perjurio y sentenciada a que le arrancaran los pechos con alicates y luego a ser decapitada, pero la primera parte del castigo no se llevó a cabo. Fue ejecutada el 12 de julio de 1681 en Lublin.

## En la cultura popular
Los poetas polacos Wespazjan Kochowski y Jan Gawiński escribieron poemas conmemorando su muerte. En ambos poemas se la presenta «despidiéndose del mundo». Nierządnicy żywot atłasowy, una novela de 1972 de Jan Ziółkowski, sigue la vida de Machówna.